# 23e armée (Union soviétique)
Pour les articles homonymes, voir 23e armée.
La 23e armée est une unité de l'Armée rouge durant la Grande Guerre patriotique.

## Guerre finno-soviétique

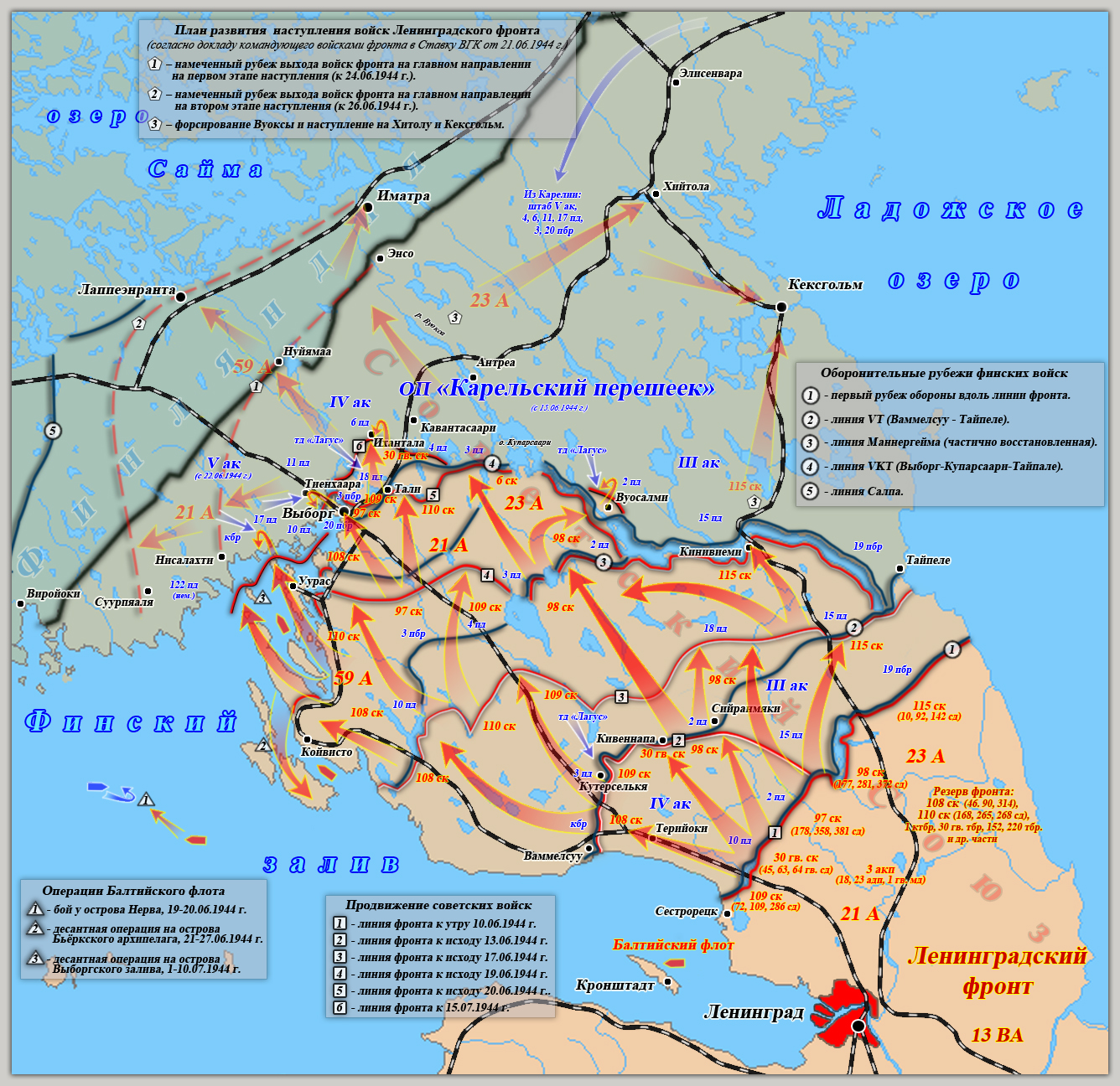
Offensive Vyborg-Petrozavodsk, juin-août 1944 : la est au bord du lac Ladoga.

L'armée est créée en mai 1941 dans le district militaire de Léningrad. Elle couvre la frontière de Carélie conquise sur la Finlande pendant la guerre d'Hiver (novembre 1939 - mars 1940) avec à sa droite la 7e armée. Elle comprend à l'origine la 27e région fortifiée de Vyborg, la 28e région fortifiée de Keksgom, les 19e et 50e corps de tirailleurs, le 10e corps mécanisé (comprenant les 21e et 24e divisions blindées) et la 198e division mécanisée.
Le 22 juin 1941, l'Allemagne déclenche l'opération Barbarossa visant à la conquête de l'Union soviétique. Le 25 juin, la Finlande entreprend la guerre de Continuation pour reprendre aux Soviétiques les territoires perdus en 1940. Les combats contre l'armée finlandaise débutent le 29 juin 1941. La 23e armée souffre de lourdes pertes et, en juillet-août, doit se replier jusqu'à la frontière de 1939. Cependant, le maréchal Mannerheim, chef de l'armée finlandaise, décide de ne pas aller plus loin et ne fournit aux Allemands qu'une aide indirecte dans le siège de Léningrad. Le 24 août 1941, la 23e armée est rattachée au front de Léningrad.
En juin-juillet 1944, la 23e armée participe à la bataille de Tali-Ihantala dans le nord de la Carélie, première phase de l'offensive Vyborg-Petrozavodsk qui permet aux Soviétiques de reprendre Vyborg au prix de lourdes pertes. Les opérations s'arrêtent en août, toutes les réserves soviétiques étant mobilisées pour l'opération Bagration contre l'Allemagne. L'armistice signé le 19 septembre 1944 permet aux Soviétiques de reprendre les territoires contestés, plus une base navale sur la mer Baltique.

## Après-guerre
La 23e armée reste sur la frontière finlandaise jusqu'à la capitulation allemande du 8-9 mai 1945. Le 9 juillet 1945, le Front de Léningrad devient le district militaire de Léningrad ; la 23e armée comprend les 14e et 30e corps de fusiliers de la Garde. En août, le 14e corps est transféré au district militaire de Kharkiv. Au 1er octobre, la 23e armée comprend le 30e corps et les 9e, 16e , 17e et 27e régions fortifiées. En avril 1948, l'état-major de la 23e armée est dissous et ses unités directement rattachées au district.

## Commandants
- Mai à août 1941 : lieutenant général Piotr Stepanovitch Pchennikov
- Août à septembre 1941 : lieutenant général Mikhaïl Nikanorovitch Guerassimov
- Septembre 1941 à juillet 1944 : major-général Aleksandr Tcherepanov
- 3 juillet 1944 à avril 1948 : lieutenant-général Vassili Chvetsov